# Приватность в Интернете
Приватность в Интернете включает в себя право на хранение, передачу, предоставление третьим лицам и отображение информации кому-либо через Интернет. Конфиденциальность в Интернете — это часть конфиденциальности данных. Проблемы конфиденциальности были сформулированы с самого начала широкомасштабного обмена информацией при помощи компьютера.
Приватность распространяется на информацию, идентифицирующую персону (PII) и не идентифицирующую, такую как поведение посетителя сайта. Персональной информацией является любая информация, которая может быть использована для идентификации человека. Например, только лишь возраст и физический адрес могут определить пользователя, явно не раскрывающего своё имя, поскольку эти два фактора являются достаточно уникальными, чтобы идентифицировать конкретного человека.
Некоторые эксперты, такие как Стив Рамбам (англ. Steven Rambam) (частный следователь, специализирующийся на делах о конфиденциальности в Интернете) считают, что конфиденциальности больше не существует, говоря: «Конфиденциальность мертва — перешагните через это». Фактически, было высказано предположение, что «онлайн-сервисы обращаются к нашей конфиденциальной информации исключительно по назначению».
С другой стороны, в своём эссе «Значение конфиденциальности» (The Value of Privacy) эксперт по вопросам безопасности Брюс Шнайер говорит: «Конфиденциальность защищает нас от злоупотреблений власти, даже если мы не делаем ничего плохого».

## Уровни конфиденциальности
Интернет и цифровая конфиденциальность рассматриваются иначе, чем традиционные ожидания приватности.
Конфиденциальность в Интернете в первую очередь касается защиты информации пользователя. Конфиденциальность информации касается сбора пользовательской информации из различных источников, что даёт отличный повод для дискуссий.
Люди, не сильно заботящиеся о приватности в Интернете, не должны достигать полной анонимности. Пользователь может защитить свою информацию посредством контролируемого раскрытия личной информации. Предоставление IP-адреса, нелично идентифицируемой и прочей информации может стать приемлемым компромиссом для удобства, которое пользователи могли бы потерять, используя обходные пути, необходимые для строгого ограничения собираемой информации.
С другой стороны, некоторые пользователи хотят более высокой степени конфиденциальности. В этом случае они могут попытаться добиться полной анонимности в Интернете для обеспечения конфиденциальности — использовать Интернет, не предоставляя третьим лицам возможность связать действия в Интернете с личными данными пользователя Интернета. Стоит помнить, что когда вы заполняете формы для регистрации или покупаете товар, это отслеживается, и поскольку информация не является частной, некоторые компании отправляют интернет-пользователям рекламу об аналогичных продуктах.
Размещение чего-либо в Интернете может быть вредным или даже опасным (возможность для злонамеренной атаки). Некоторая информация, попадающая в Интернет, остаётся там навсегда, в зависимости от условий обслуживания и политик конфиденциальности определённых услуг, предлагаемых в Интернете. Некоторые работодатели могут исследовать потенциального сотрудника путём поиска в Интернете подробностей его поведения, что может повлиять на успех кандидата.

## Риски конфиденциальности в Интернете
Существуют целые компании, специализирующиеся на сборе информации о посетителях интернет-сайтов, отправляя рекламу на основе собранных данных.
Есть много способов предоставить личную информацию о себе, например, через соцсети или отправляя информацию о банке и кредитной карте на различные веб-сайты.
Более того, отслеживается и непосредственно поведение пользователя через историю просмотра, поисковые запросы и активность в соцсетях. Всё это помогает собрать наиболее нежелательные детали о личности, такие как: сексуальная ориентация, политические и религиозные взгляды, раса, пристрастие к наркотикам и уровень интеллекта. Но даже и без этого существуют способы отслеживать взаимодействие пользователя с сайтом, получая информацию о почтовом индексе, имени и адресе местонахождения<.
В 1998 году FTC предупредила GeoCities за нарушение приватности пользователей.

## Общественные взгляды
В то время, как конфиденциальность в Интернете широко признана в качестве основного источника внимания в любом интерактивном взаимодействии, как это видно в общественном протесте против SOPA/CISPA, общественное понимание политики конфиденциальности в Интернете фактически отрицательно сказывается на текущих тенденциях в отношении приватности в Интернете.
Пользователи имеют тенденцию избегать ознакомления с политикой конфиденциальности в Интернете. Соединяя это со всё более исчерпывающими лицензионными соглашениями, компании требуют, чтобы потребители согласились до использования своего продукта, поэтому потребители реже ознакамливаются со своими правами.

## Юридические угрозы
Используемые государственными учреждениями технологии, предназначенные для отслеживания и сбора информации пользователей Интернета, являются предметом многих споров между защитниками частной жизни и теми, кто считает, что такие меры необходимы правоохранительным органам для того, чтобы идти в ногу с быстро меняющимися коммуникационными технологиями.